# Сарандинаки, Василий Васильевич
Василий Васильевич Сарандинаки (1841—1914) — русский архитектор, гражданский инженер.

## Биография
Родился в 1841 году в семье начальника отделения Артиллерийского департамента Военного министерства Василия Константиновича Сарандинаки (1803 — не ранее 1857).
По окончании Строительного училища в 1863 года работал в Чернигове, Киеве (архитектором Киевского окружного инженерного управления), Радоме. В 1875—1880 годах служил Архангельским губернским архитектором. В начале 1880-х переехал в Санкт-Петербург, где стал служить в Артиллерийском ведомстве. Позднее занял должность архитектора петербургской городской управы. 
Действительный статский советник (1904). Имел награды: орден Святого Станислава 2-й степени (1883).
Умер 27 марта (9 апреля) 1914 года.
Был женат на Александре Александровне Гавриловой — дочери служащего Русско-американской компании, лейтенанта флота, исследователя-гидрографа Александра Михайловича Гаврилова (1816—1848) и Ульрики Вильгельмины, урождённой Шварц.

## Проекты и постройки

### Санкт-Петербург
- Производственные здания Орудийного завода. Улица Чайковского, 14 (1880-е, 1893)[2];
- Особняк М. Майоровой. Кирочная улица, 42 (1898—1899, окончен М. М. Лаговским, позже надстроен)[2];
- Церковь Божией Матери Неопалимая Купина при Артиллерийском полигоне (1901; не сохранилась)[2];
- Церковь Преподобного Серафима Саровского в Песочном (1904; не сохранилась)[2];
- церковь преподобного Герасима в Купчино (совместно с И. Т. Соколовым). Белградская улица, 46 (1906; не сохранилась)[2];
- Временная Петропавловская церковь в Лесном (совместно с И. Т. Соколовым; не сохранилась)[2].